# Голубятников, Дмитрий Васильевич
Дмитрий Васильевич Голубятников (7 ноября 1866, ст. Бурацкая — 2 января 1933, Москва) — геолог-нефтяник, один из основоположников российской и азербайджанской геологии нефти и газа, создателей промысловой геологии.

## Биография

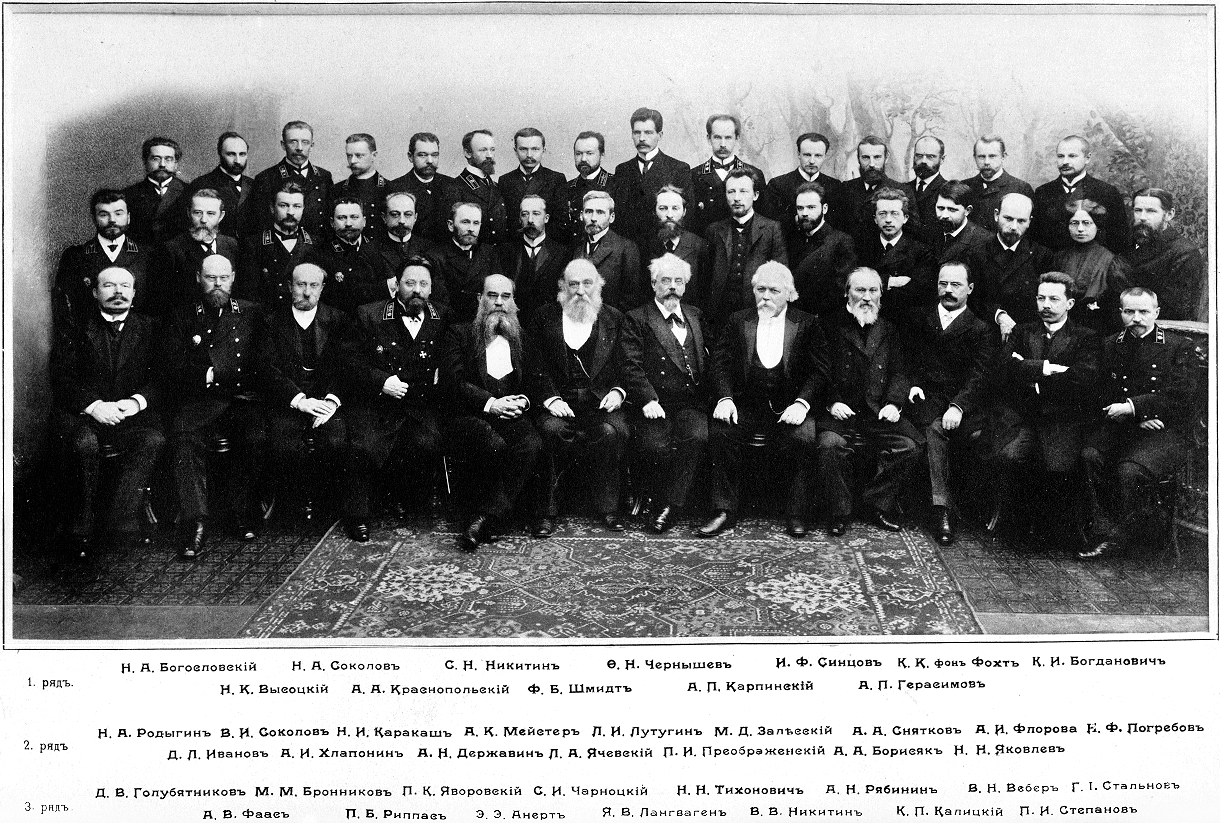
Геолком, 1907

Родился 26 октября (7 ноября) 1866 (по другим данным 1867 ) года в станице Бурацкой, Хопёрский округ (область Войска Донского) в семье священника, из донских казаков. Рано потерял родителей и с 5 лет воспитывался в семье родного дяди (делопроизводителя Новочеркасского городского комитета).
В 1884 году окончил Новочеркасское реальное училище.
В 1884—1887 и в 1896—1900 годах учился в Горном институте Императрицы Екатерины II в Санкт-Петербурге.

### Арест и ссылка
12—25 сентября 1885 года был арестован Екатеринославским губернским жандармским управлением за найденные письма с осуждением существующего политического строя и участие в "кружке саморазвития" учащихся Новочеркасского реального училища.
12 марта 1887 года был арестован по делу о рассылке антиправительственных воззваний, в котором были замешаны участники подготовки покушения на императора Александра III (А. И. Ульянов и другие).
По "Высочайшему повелению" от 10 сентября 1887 г. по совокупности двух дознаний был отправлен в ссылку под гласный надзор полиции на 5 лет в Пинегу, Архангельской губернии. 12 мая 1888 г. Особое совещание по рассмотрению вопросов административной ссылки ввиду отсутствия раскаяния и участие в подготовке всероссийской забастовки политзаключенных (что было выявлено из перлюстрированных писем невесте) местом дальнейшей ссылки определило Якутскую губернию. В августе 1888 г. этапом отправлен из Москвы в Иркутск. Весной 1889 г., находясь в Иркутском тюремном замке, подал прошение о помиловании и замене места ссылки на более благоприятное в климатическом отношении. В 1889 - 1892 годы жил в с. Тункинском Иркутской губернии (в 1890 - 1892 годы в том же селе отбывал ссылку Юзеф Пилсудский), получая пособие.
7 (19) мая 1892 года в Иркутске у него родился сын Владимир (1892—1955), ставший известным геологом.
В 1892—1895 годах по окончании ссылки жил под негласным надзором полиции в г. Иркутске, работал писцом в "Торговом доме Бутиных", затем перебрался в район Витимских (Ленских) золотых приисков (Бодайбинская резиденция), числился конторщиком пароходовладелицы Дмитриевой.
В 1895 - 1896 гг. жил в с. Бобрицы Каневского уезда Киевской губернии.

### Научная работа
В 1897—1900 годах участвовал в геологической съемке в Донецком каменноугольном бассейне, от Геологического комитета — гидрогеологических исследованиях в Тульской и Рязанской губ.
В 1901—1918 годах — геолог Геологического комитета, участвовал в исследованиях геологии нефтяных месторождений Южного Дагестана и Апшеронского полуострова: Биби-Эйбат, Сураханского, Кала, Локбатан, Карачухур, Святого острова (о. Артема). В 1908 году впервые выполнил измерения физической характеристики в скважине (измерения температуры). Впервые разработал метод составления структурных карт, без которых невозможны успешное изучение и правильная разработка нефтяных месторождений.
В 1916 году по приглашению Русско-Персидского общества посещал Персию.
В 1918—1921 годах — заведующий горно-маркшейдерскими работами Юго-Восточной горной управы Центрального правления каменноугольной промышленности Донбасса, заведующий горным отделом при Донском исполнительном комитете, председатель Совета Донского горного училища, уполномоченный по мобилизации специалистов.
В 1921—1922 годах — главный геолог, помощник (заместитель) начальника Управления нефтяной промышленности Главтопа ВСНХ РСФСР. В 1922 году  — эксперт нефтяной комиссии начальника Главтопа в Германии, В 1922 и 1925 - 1926 годах - начальник поисковой экспедиции на нефть в Персии (южное побережье Каспийского моря).
В 1922—1926 годах — в центральных органах управления нефтяной промышленностью ВСНХ СССР: помощник (заместитель) начальника нефтяного отдела Главного горного управления, Центрального управления гос. промышленности, ст. геолог Плановой секции Главгортопа.
Одновременно:
- С 1924 — старший геолог Нефтяной секции Геологического комитета (с 1929 года — Нефтяного геолого-разведочного института) ВСНХ СССР.
- С 1924 — декан горного факультета, с 1928 -  профессор Московской горной академии.

В 1929 году по заданию ВСНХ выезжал для ознакомления с нефтяными месторождениями Франции, где познакомился с методом электроразведки братьев Шлюмберже, выступил инициатором приглашения их фирмы для работы в СССР.
В 1930 — член коллегии Главного геологоразведочного управления ВСНХ СССР.
В 1931 — главный геолог объединения «Союзнефть» ВСНХ СССР.
В 1931—1932 годах — ответственный исполнитель геологоразведочной группы Промысловой секции Нефтяного сектора Главтопа ВСНХ СССР.
Скончался 2 января 1933 года от грудной жабы.

## Семья
- Жена - Зборомирская Юлия Казимировна (ок. 1867 - нач. 1930-х) - дочь надворного советника, выпускница Санкт-Петербургской Екатерининской гимназии, бывшая слушательница Высших (Бестужевских) женских курсов в Петербурге; брак заключен в августе 1888 г. в Московской центральной пересыльной тюрьме.
- Сын — Голубятников, Владимир Дмитриевич (1892—1955) — геолог, доктор геолого-минералогических наук, профессор. Похоронен на Волковском кладбище, Литераторские мостки.

## Награды и премии
- 1932 — орден Трудового Красного Знамени.

## Членство в организациях
- 1916 — член Русского палеонтологического общества[7]
- 1920—1925 — член ВКП(б), но «по неизвестным причинам выбыл»[8].